# Srebrny czwartek
Srebrny czwartek (ang. Silver Thursday) – zdarzenie, które wystąpiło na rynku srebra w czwartek 27 marca 1980. Głęboki spadek cen srebra doprowadził do paniki na rynku towarowym oraz notowaniach tego surowca.

## Tło wydarzeń
Nelson Bunker Hunt oraz William Herbert Hunt, synowie teksańskiego miliardera naftowego Haroldsona Lafayette Hunta, Jr., od pewnego czasu próbowali „przycisnąć do muru” rynek srebra. W roku 1979, cena srebra lokacyjnego skoczyła z 6$ za uncję do historycznego rekordu 48,70$ za uncję. Szacuje się, że bracia Huntowie posiadali około jednej trzeciej wszystkich światowych dostaw srebra (w odróżnieniu od zasobów, będących w posiadaniu rządu). Sytuacja z punktu widzenia innych kupujących była tak dziwna, że jubiler Tiffany’s wykupił całą stronę gazety New York Times, potępiając braci Huntów i pisząc: Myślimy, że jest to niedopuszczalne, że ktoś zgromadził zapas srebra warty wiele miliardów, tak miliardów dolarów, dzięki czemu spowodował tak olbrzymi wzrost ceny srebra, że inni muszą płacić sztucznie zawyżoną cenę artykułów wykonanych z tego metalu.
7 stycznia 1980, w odpowiedzi na akumulację realizowaną przez braci Huntów, regulacje giełdy towarowej dotyczące lewarowania zostały zmienione. Giełda Comex zatwierdziła 'Srebrną Regułę nr. 7' stosując surowe restrykcje dotyczące zakupu towarów bez zabezpieczenia. Bracia Hunt mocno zapożyczyli się, aby sfinansować swoje potrzeby zakupowe i gdy cena srebra zaczęła zniżanie osiągając 50% spadek w ciągu kilku dni, nie byli w stanie spłacić swoich zobowiązań, powodując panikę na rynkach.

## Srebrny czwartek
Bracia Huntowie zainwestowali ogromne pieniądze w kontrakty typu ‘futures’ za pośrednictwem kilku brokerów, m.in. przez firmę brokerską Bache Halsey Stuart Shields, następnie zaś przez Prudential-Bache Securities oraz Prudential Securities. Gdy cena srebra spadła poniżej minimum wymagane przez regulacje dotyczące zabezpieczeń, zostali wezwani do uzupełnienia depozytu w kwocie 100 milionów dolarów. Bracia nie byli w stanie uzupełnić depozytu i stanęli przed możliwością utraty 1,7 mld dolarów. Spowodowało to panikę na rynkach finansowych oraz na rynkach towarowych i kontraktach futures. Wielu przedstawicieli rządu obawiało się, że jeśli bracia Huntowie nie będą w stanie pokryć swoich długów, niektóre firmy brokerskie działające na Wall Street mogą upaść.
Aby ratować sytuację, konsorcjum banków amerykańskich udostępniło braciom linię kredytową na kwotę 1,1 mld dolarów, co pozwoliło spłacić firmę Bache i uratowało sytuację na rynku. Amerykańska Komisja Giełd i Papierów Wartościowych (SEC) następnie podjęła dochodzenie dotyczące braci Huntów. Nie byli oni w stanie wyjaśnić faktu posiadania 6.5% udziału w firmie Bache.

## Skutki
Bracia Huntowie na skutek tego wydarzenia utracili ponad 1 mld dolarów, lecz rodzinna fortuna przetrwała. Obciążone zostały niemal wszystkie aktywa, włączając ich udziały w firmie Placid Oil, jako zobowiązanie wzajemne zabezpieczające otrzymany pakiet pożyczek. Jednak wartość ich aktywów (głównie holdingów naftowych, holdingów na rynku cukru oraz nieruchomości) spadła znacząco w latach 1980. Całkowita wartość, wynosząca początkowo 5 mld dolarów, w roku 1988 wynosiła poniżej 1 mld dolarów.
W 1988 r. bracia zostali uznani w sprawie cywilnej odpowiedzialnymi za działania mające na celu oszukanie innych inwestorów na rynku srebra. Nakazano im zapłacenie 134 milionów dolarów odszkodowania na rzecz peruwiańskiej firmy wydobywczej, która utraciła pieniądze na skutek ich operacji. To spowodowało, że bracia Huntowie ogłosili bankructwo, jedno z największych w historii Teksasu.

## Lektura dotycząca tematu
- Fay, Stephen (1982). Great Silver Bubble. ISBN 978-0-340-33033-3.
- Jerry W. Markham (2002) A financial history of the United States: From the age of derivatives into the new millennium: (1970 – 2001),, volume 3, M.E. Sharpe, ISBN 978-0-7656-0730-0.